# Joseph Mukasa
Joseph Mukasa anche Giuseppe Mkasa Balikuddembé (Uganda, 1860 – Nakivubo, 15 novembre 1885) fu un catechista cattolico ugandese, funzionario di corte di Mwanga II del Buganda, martirizzato a causa della sua fede.
Beatificato nel 1920, è stato proclamato santo da papa Paolo VI nel 1964.

## Biografia
All'inizio del suo regno, Mwanga iniziò ad avere la mano pesante con i missionari e i convertiti cristiani del suo paese, e fece giustiziare il vescovo anglicano britannico James Hannington e i suoi compagni nell'ottobre 1885. Mukasa lo rimproverò del fatto e Mwanga lo fece arrestare e decapitare.
I suoi incarichi vennero assunti dal giovane Carlo Lwanga, che subirà anch'egli il martirio pochi mesi dopo.

## Culto
Mukasa viene ricordato come uno dei Santi martiri dell'Uganda.